# Antoine Portal
Antoine Portal, född 5 januari 1742 i Gaillac, departementet Tarn, död 23 juli 1832 i Paris, var en fransk läkare.
Portal blev medicine doktor 1764 och ägnade sig främst åt anatomi och kirurgi. Han blev 1772 professor i anatomi vid Collège royal och 1788 förste livmedikus hos Ludvig XVI samt innehade därefter enahanda befattning hos Frankrikes alla regenter ända till Karl X. Mest kända av hans arbeten är Histoire de l'anatomie et de la chirurgie (sju band, 1770–73) och Anatomie médicale (fem band, 1803).